# Lettre de Lincoln à Madame Lydia Bixby
Pour les articles homonymes, voir Bixby.

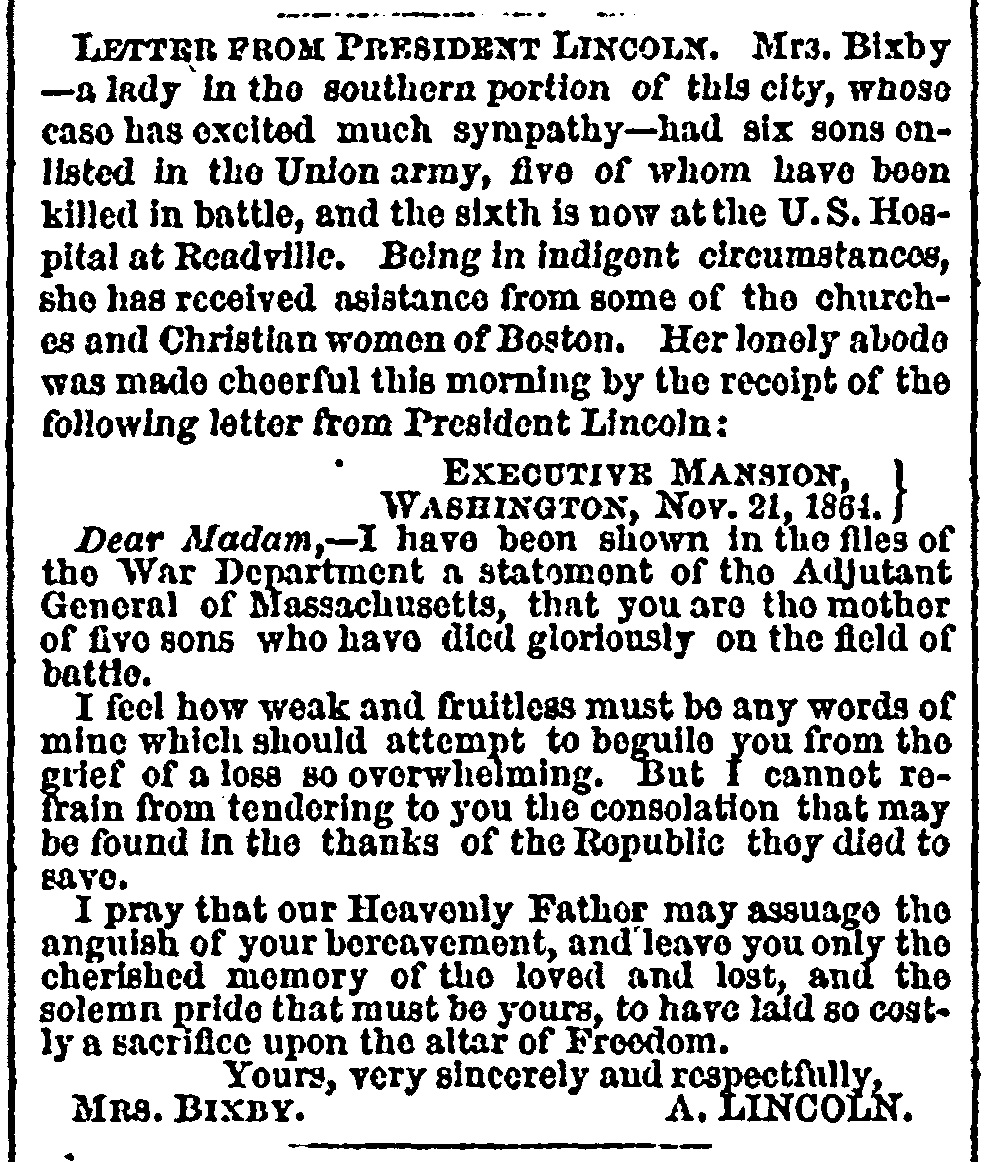
Exemplaire du journal Boston Evening Transcript du 25 novembre 1864 avec la lettre d'Abraham Lincoln à Mme Bixby.

La lettre de Lincoln à Madame Lydia Bixby est une lettre envoyée en novembre 1864 par le président américain Abraham Lincoln à Lydia Bixby, une veuve de Boston dont les cinq fils seraient tombés pendant la guerre de Sécession. Ce texte est généralement considéré comme un des plus beaux de Lincoln, au même titre que son discours de Gettysburg et le discours inaugural de sa deuxième présidence.
Il existe des controverses au sujet de la destinataire, du sujet et de l'auteur de la lettre. Bien que ses fils soient morts en combattant pour l'Union, il semble que Madame Bixby ait personnellement soutenu la Confédération. Les cinq fils ne sont pas tous morts au combat et des documents montrent que trois d'entre eux étaient encore en vie plusieurs années après la guerre. Les historiens ont longtemps débattu pour savoir si le texte était de la main de Lincoln lui-même ou de celle de son secrétaire privé John Hay. Tous ces éléments ont cependant peu entamé la réputation de la lettre, qui reste hautement considérée par de nombreux critiques et a été largement reproduite.

## Texte
La lettre de Lincoln a été imprimée par le Boston Evening Transcript le 25 novembre 1864, le jour même où elle a été remise à sa destinataire. La lettre originale a été perdue.

### Original
« Executive Mansion,

Washington, Nov. 21, 1864.
Dear Madam,

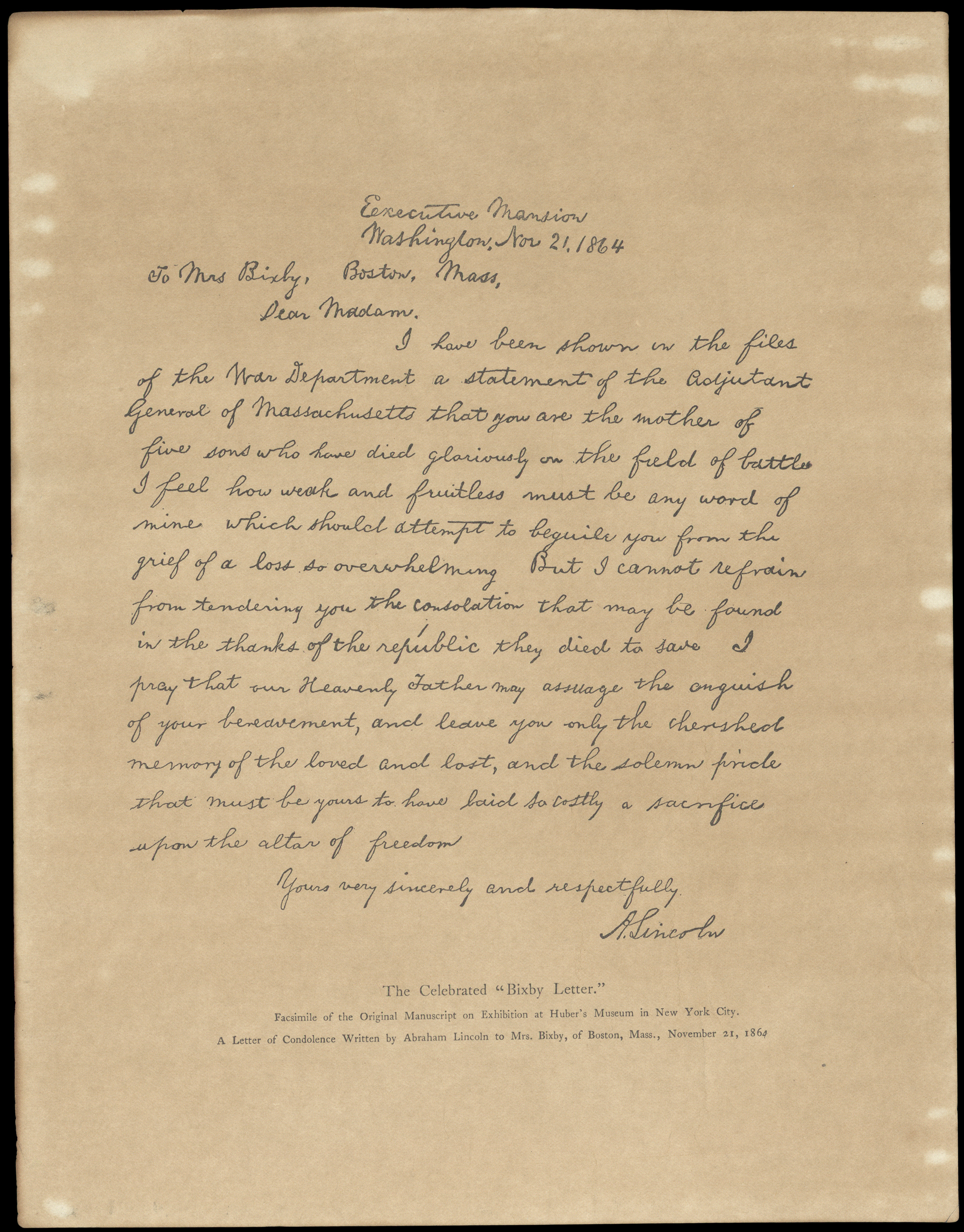
Lithographie facsimilé de la lettre.

I have been shown in the files of the War Department a statement of the Adjutant General of Massachusetts that you are the mother of five sons who have died gloriously on the field of battle. I feel how weak and fruitless must be any words of mine which should attempt to beguile you from the grief of a loss so overwhelming. But I cannot refrain from tendering to you the consolation that may be found in the thanks of the Republic they died to save. I pray that our Heavenly Father may assuage the anguish of your bereavement, and leave you only the cherished memory of the loved and lost, and the solemn pride that must be yours to have laid so costly a sacrifice upon the altar of freedom.
Yours, very sincerely and respectfully,
A. Lincoln »

### Traduction
« Executive Mansion,

Washington, le 21 novembre 1864.
Chère Madame,
Je viens de voir dans les dossiers du Ministère de la Guerre un rapport de l'Adjudant général du Massachusetts selon lequel vous êtes la mère de cinq fils morts glorieusement sur le champ de bataille. J'imagine combien serait vain et inutile le moindre mot de ma part pour tenter de vous soulager du chagrin d'une aussi terrible perte. Mais je ne peux m'empêcher de vous offrir la consolation que l'on peut trouver dans la gratitude de la République pour la sauvegarde de laquelle ils ont donné leur vie. Je prie notre Père qui est aux cieux d'apaiser la douleur de votre deuil et de ne vous laisser que le tendre souvenir de ceux qui ont été aimés et perdus, et la fierté solennelle qui doit être la vôtre d'avoir fait un si grand sacrifice sur l'autel de la liberté. 
Votre très sincère et très respectueux,
A. Lincoln »

## Autour de la lettre

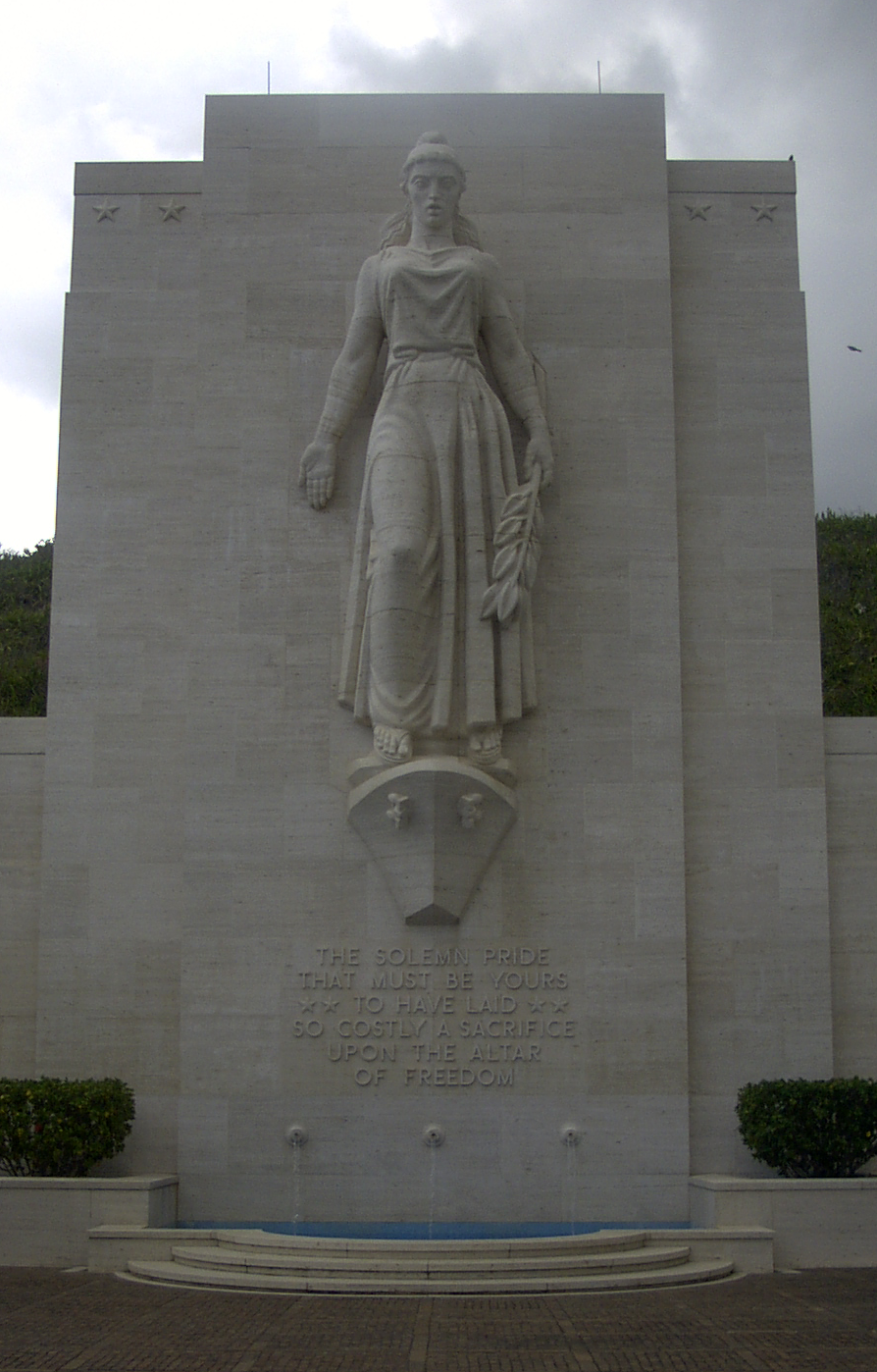
Inscription citant la lettre gravée sur un monument du National Memorial Cemetery of the Pacific.

- Un extrait de la lettre, « the solemn pride that must be yours, to have laid so costly a sacrifice upon the altar of freedom » (« la fierté bien fondée et solennelle d'avoir offert un si précieux sacrifice sur l'autel de la Liberté »), est gravé sur la statue de Lady Columbia dans le cimetière américain National Memorial Cemetery of the Pacific à Honolulu, Hawaï.
- Dans le film, Les Huit Salopards, le personnage du major Marquis Warren affirme posséder l'orignal de la lettre qu'il conserve précieusement et dont il fait la lecture au début du film.
- Dans le film Il faut sauver le soldat Ryan, cette lettre est lue dans son intégralité par le général George C. Marshall (interprété par Harve Presnell). Elle sert de justification à l'opération de sauvetage du soldat James Francis Ryan par une unité de GI alors que ce dernier, parachuté derrière les lignes ennemies lors du débarquement allié de 1944, est porté manquant et ses trois autres frères ayant tous été tués au combat.
- L'ancien président américain George W. Bush a lu la lettre lors de la cérémonie sur le site du World Trade Center lors du dixième anniversaire des attentats du 11 septembre 2001[3].